# 위라폰 위추마
위라폰 위추마(태국어: วีรพล วิชุมา, 태국어 발음: [wīː.rá.pʰōn wí.t͡ɕʰú.māː], 2004년 8월 10일~)는 태국의 역도 선수이다. 2024년 하계 올림픽 남자 라이트급 은메달을 획득했으며 세계 선수권 대회에서 금메달 1개(2023), 동메달 1개(2022)를 획득했다.